# Campeonato Sul-Americano de Atletismo Juvenil de 1998
O Campeonato Sul-Americano de Atletismo Juvenil de 1998 foi a 14ª edição da competição de atletismo organizada pela CONSUDATLE, para atletas com até 17 anos, classificados como juvenil. O evento foi realizado na cidade de Manaus, no Brasil, entre 23 e 25 de outubro de 1998. Contou com a presença de aproximadamente 190 atletas de 13 nacionalidades distribuídos em 41 provas.

## Medalhistas
Esses foram os resultados do campeonato. Resultados completos podem ser encontrados no site "World Junior Athletics History". 

### Masculino
| Evento                      | Ouro                                                                      | Ouro     | Prata                                                                               | Prata    | Bronze                                                                          | Bronze   |
| --------------------------- | ------------------------------------------------------------------------- | -------- | ----------------------------------------------------------------------------------- | -------- | ------------------------------------------------------------------------------- | -------- |
| 100 metros                  | Basílio de Moraes (BRA)                                                   | 10.6     | Roberto de Jesus (BRA)                                                              | 10.8     | David Olson (VEN)                                                               | 10.8     |
| 200 metros                  | Jagnner Palacios (COL)                                                    | 21.70    | Basílio de Moraes (BRA)                                                             | 21.72    | Julio de Moura (BRA)                                                            | 22.31    |
| 400 metros                  | Denis de Santana (BRA)                                                    | 49.57    | Luiz da Silveira (BRA)                                                              | 49.78    | Enderson Gordillo (VEN)                                                         | 50.34    |
| 800 metros                  | Simoncito Silvera (VEN)                                                   | 1:58.54  | Fabiano Peçanha (BRA)                                                               | 1:58.69  | Sebastián Pino (CHI)                                                            | 1:59.58  |
| 1 500 metros                | Santiago Beisso (URU)                                                     | 4:05.10  | José Manuel González (VEN)                                                          | 4:05.43  | Vinicius Lopes (BRA)                                                            | 4:05.53  |
| 5 000 metros                | José Correa (ARG)                                                         | 15:11.76 | Juarez de Souza (BRA)                                                               | 15:14.74 | Milton Ayala (COL)                                                              | 15:22.24 |
| 5 km marcha atlética        | Fernando Sánchez (COL)                                                    | 23:07.69 | Juan Pablo Mesquita (URU)                                                           | 23:09.16 | Claudio de Oliveira (BRA)                                                       | 25:33.67 |
| 110 metros barreiras        | Marleán Reyna (VEN)                                                       | 14.30    | Gabriel Paredes (ARG)                                                               | 14.60    | Thiago Dias (BRA)                                                               | 14.76    |
| 300 metros barreiras        | Diego Morán (ARG)                                                         | 38.66    | Marcius de Almeida (BRA)                                                            | 38.81    | Felipe da Silva (BRA)                                                           | 39.08    |
| 1.500 metros com obstáculos | José Correa (ARG)                                                         | 4:22.77  | Sebastián Pino (CHI)                                                                | 4:24.75  | José Manuel González (VEN)                                                      | 4:26.60  |
| 4×100 metros estafetas      | Colômbia · Jackson Moreno · Héctor Díaz · Jacner Palacios · José Palacios | 42.70    | Chile · Felipe Subercaseaux · Diego Valdés · Cristian Miranda · Sebastián Martínez  | 43.09    | Brasil · Roberto de Jesús · Vítor Rodrigues · Thiago Dias · Julio de Moura      | 43.22    |
| 4×400 metros estafetas      | Colômbia · Jackson Moreno · Jacner Palacios · Héctor Díaz · Deivi Moreno  | 3:22.36  | Brasil · Fabiano Peçanha · Denis de Santana · Luiz da Silveira · Marcius de Almeida | 3:23.23  | Venezuela · Enderson Gordillo · Simoncito Silvera · Héctor Borges · José Acacio | 3:23.96  |
| Salto em altura             | Andrés Mantilla (COL)                                                     | 2.01     | Andrés Mulano (VEN)                                                                 | 1.98     | Galileo Yomha (ARG)                                                             | 1.95     |
| Salto com vara              | Jorge Naranjo (CHI)                                                       | 4.40     | José Francisco Nava (CHI)                                                           | 4.20     | Gabriel Paredes (ARG)                                                           | 3.90     |
| Salto em comprimento        | Vítor Rodrigues (BRA)                                                     | 6.85     | Thiago Dias (BRA)                                                                   | 6.75     | Jagnner Palacios (COL)                                                          | 6.55     |
| Salto triplo                | Elton de Oliveira (BRA)                                                   | 13.89    | Jefferson Sabino (BRA)                                                              | 13.71    | Víctor Rodríguez (PER)                                                          | 13.66    |
| Arremesso de peso           | Rafael do Nascimento (BRA)                                                | 16.90    | Clayton Santos (BRA)                                                                | 15.54    | Héctor Hurtado (VEN)                                                            | 15.38    |
| Lançamento de disco         | Paolo Mangili (CHI)                                                       | 47.60    | Héctor Hurtado (VEN)                                                                | 47.16    | José Felice (ARG)                                                               | 46.62    |
| Lançamento do martelo       | Fabián Di Paolo (ARG)                                                     | 61.77    | Lucas Andino (ARG)                                                                  | 60.24    | Roberto Sáez (CHI)                                                              | 55.69    |
| Lançamento do dardo         | Alexon Maximiano (BRA)                                                    | 57.39    | José Palma (VEN)                                                                    | 53.96    | Milton Quejada (COL)                                                            | 53.71    |
| Hexatlo                     | Ivan da Silva (BRA)                                                       | 3915     | André Salvino (BRA)                                                                 | 3382     | Andrés Dueñas (PER)                                                             | 3347     |

### Feminino
| Evento                 | Ouro                                                                                 | Ouro     | Prata                                                                                | Prata    | Bronze                                                                           | Bronze   |
| ---------------------- | ------------------------------------------------------------------------------------ | -------- | ------------------------------------------------------------------------------------ | -------- | -------------------------------------------------------------------------------- | -------- |
| 100 metros             | Thatiana Ignácio (BRA)                                                               | 12.04    | Wilmary Álvarez (VEN)                                                                | 12.43    | Fabiola Hecht (CHI)                                                              | 12.54    |
| 200 metros             | Norma González (COL)                                                                 | 24.35    | Thatiana Ignácio (BRA)                                                               | 25.00    | Fabiola Hecht (CHI)                                                              | 25.13    |
| 400 metros             | Norma González (COL)                                                                 | 55.40    | Perla dos Santos (BRA)                                                               | 57.35    | Danielle Barbosa (BRA)                                                           | 58.21    |
| 800 metros             | Juliana de Azevedo (BRA)                                                             | 2:13.60  | Vanesa Maraviglia (ARG)                                                              | 2:14.88  | Yusmelys García (VEN)                                                            | 2:17.41  |
| 1 500 metros           | Tatiane Sá (BRA)                                                                     | 4:38.92  | Vanesa Maraviglia (ARG)                                                              | 4:39.41  | Jorgelina Litterini (ARG)                                                        | 4:39.42  |
| 3 000 metros           | Tatiane Sá (BRA)                                                                     | 10:09.54 | Joana do Nascimento (BRA)                                                            | 10:22.65 | Ketty Valencia (PER)                                                             | 10:24.08 |
| 3 km marcha atlética   | Luisa Paltín (ECU)                                                                   | 14:04.99 | Mónica Carrión (ECU)                                                                 | 14:18.38 | Lizbeth Zúñiga (PER)                                                             | 15:21.37 |
| 100 metros barreiras   | Annette Stotz (CHI)                                                                  | 14.58    | Patricia Riesco (PER)                                                                | 14.65    | Gerlane Gomes (BRA)                                                              | 14.94    |
| 300 metros barreiras   | Gerlane Gomes (BRA)                                                                  | 44.64    | Magdalena Sánchez (CHI)                                                              | 45.01    | Yusneidy Pérez (VEN)                                                             | 48.23    |
| 4×100 metros estafetas | Brasil · Gerlane da Silva · Thatiana Ignâcio · Rayca Sussuarana · Fernanda Gonçalves | 47.89    | Chile · María José Echeverría · Fabiola Hecht · Magdalena Sánchez · Pilar Fuenzalida | 48.48    | Colômbia · Miladys Ramírez · Sandra Mosquera · Norma González · Ivonne Patarroyo | 48.87    |
| 4×400 metros estafetas | Chile · María José Echeverría · Fabiola Hecht · Magdalena Sánchez · Valeria Steffens | 3:54.20  | Brasil · Cláudia Pereira · Perla dos Santos · Fernanda Gonçalves · Pricila Dutra     | 3:54.25  | Colômbia · Miladys Ramírez · Alejandra García · Norma González · Diana Bueno     | 3:56.12  |
| Salto em altura        | Ivonne Patarroyo (COL)                                                               | 1.67     | Kerstin Weiss (CHI)                                                                  | 1.64     | Daniela Carrillo (CHI)                                                           | 1.64     |
| Salto com vara         | Rosângela da Silva (BRA)                                                             | 3.30     | Francine Rosselot (CHI)                                                              | 2.90     | Alejandra García (COL)                                                           | 2.90     |
| Salto em comprimento   | Renata Peixoto (BRA)                                                                 | 5.75     | Fernanda Gonçalves (BRA)                                                             | 5.64     | Jennifer Arveláez (VEN)                                                          | 5.60     |
| Salto triplo           | Jennifer Arveláez (VEN)                                                              | 12.21    | Fernanda Gonçalves (BRA)                                                             | 12.02    | Daniele de Moraes (BRA)                                                          | 11.31    |
| Arremesso de peso      | Viviana Mussi (ARG)                                                                  | 11.77    | Josefina D'Hiriart (ARG)                                                             | 11.65    | Arelis Quiñones (COL)                                                            | 11.58    |
| Lançamento de disco    | Luana dos Santos (BRA)                                                               | 36.86    | María Mercedes Melogno (URU)                                                         | 36.06    | Yariela Castañeda (COL)                                                          | 35.84    |
| Lançamento do martelo  | Joana Gualpa (ECU)                                                                   | 51.38    | Alessandra Peixoto (BRA)                                                             | 51.24    | Odette Palma (CHI)                                                               | 49.50    |
| Lançamento do dardo    | Leryn Franco (PAR)                                                                   | 40.26    | Luana dos Santos (BRA)                                                               | 38.04    | Isabel Widmer (CHI)                                                              | 37.06    |
| Pentatlo               | Valeria Steffens (CHI)                                                               | 3573     | Katiusca Venâncio (BRA)                                                              | 3294     | Daniele de Moraes (BRA)                                                          | 3110     |

## Quadro de medalhas (não oficial)
| Ordem | País      | Medalha de ouro | Medalha de prata | Medalha de bronze | Total |
| ----- | --------- | --------------- | ---------------- | ----------------- | ----- |
| 1     | Brasil    | 16              | 20               | 10                | 46    |
| 2     | Colômbia  | 8               | 0                | 8                 | 16    |
| 3     | Chile     | 5               | 7                | 7                 | 19    |
| 4     | Argentina | 5               | 5                | 4                 | 14    |
| 5     | Venezuela | 3               | 5                | 8                 | 16    |
| 6     | Equador   | 2               | 1                | 0                 | 3     |
| 7     | Uruguai   | 1               | 2                | 0                 | 3     |
| 8     | Paraguai  | 1               | 0                | 0                 | 1     |
| 9     | Peru      | 0               | 1                | 4                 | 5     |

## Participantes (não oficial)
Uma contagem não oficial produziu o número de 190 atletas de 13 nacionalidades. Lista detalhada dos resultados podem ser encontradas no site "World Junior Athletics History" 
| - Argentina (17) - Bolívia (5) - Brasil (54) - Chile (33) - Colômbia (22) | - Equador (7) - Guiana (4) - Panamá (2) - Paraguai (6) | - Peru (12) - Suriname (1) - Uruguai (7) - Venezuela (20) |